# فلیتو کورپوریشن
فلیتو کورپوریشن (انگلیسی: Flitto) شرکت نرم‌افزار کره‌ای است، که در سال ۲۰۱۲ تأسیس شد.